# 小行星6324
小行星6324（英語：6324 Kejonuma）是一颗围绕太阳公转的小行星。1991年2月23日，伊野田繁、浦田武在烏山町发现了此天体。
这颗小行星的绝对星等为81.56456839217033等。